# Gottlieb Treuer

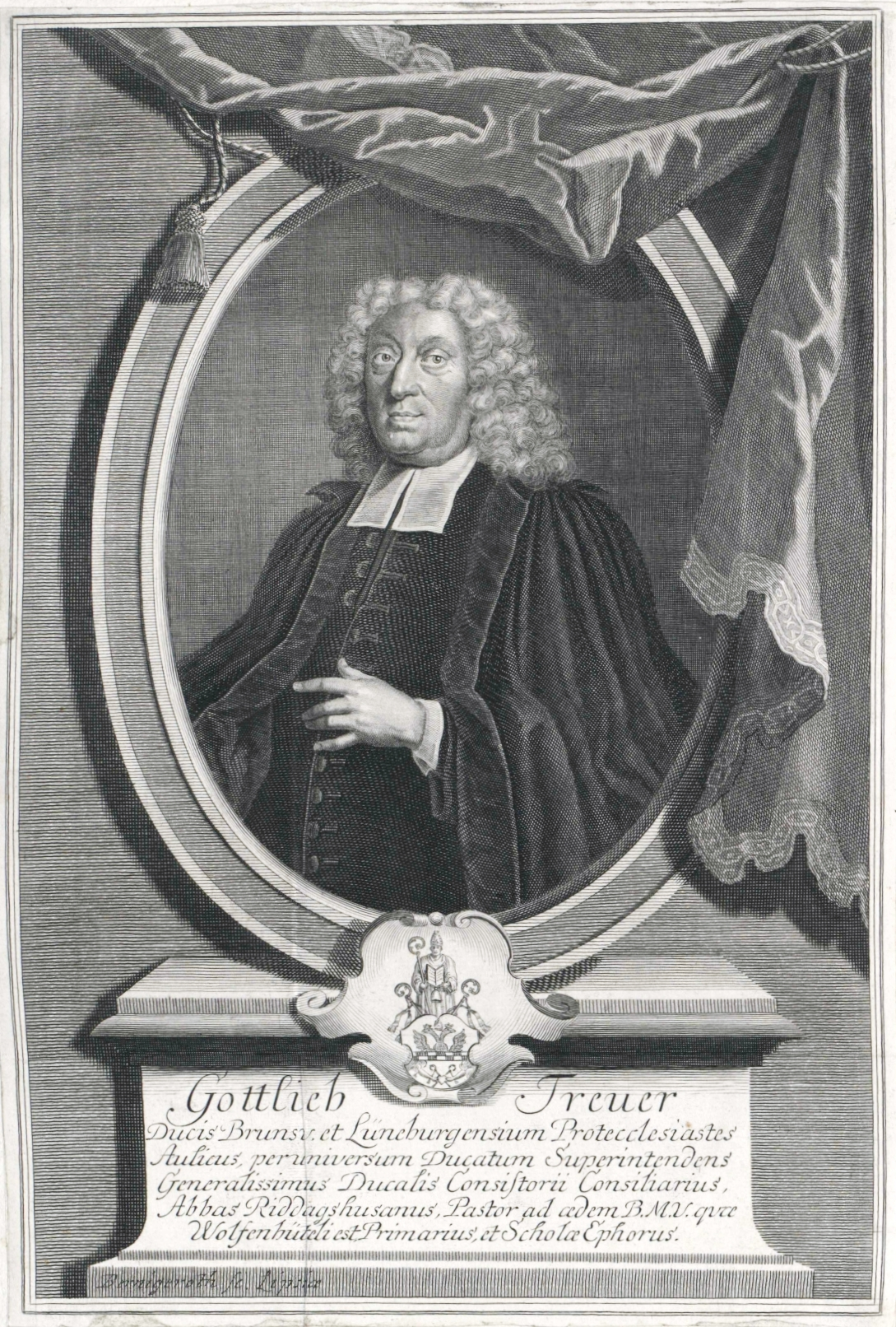
Gottlieb Treuer, Stich von Martin Bernigeroth

Gottlieb Treuer (* 4. September 1657 in Beeskow; † 29. Oktober 1729 in Wolfenbüttel) war ein deutscher evangelisch-lutherischer Theologe.

## Leben
Treuer war ein Sohn des Beeskower Bürgermeisters Gotthilf Treuer. Der spätere Dichter Gotthilf Treuer (1632–1711) war sein Bruder.
Treuer studierte in Leipzig Theologie. 1681 wurde er Konrektor in Wriezen. Von 1682 bis 1687 war er Pfarrer in Jacobsdorf bei Frankfurt an der Oder. Von 1687 bis 1702 war er Oberpfarrer an Heilig Geist in Magdeburg, von 1702 bis 1707 Prediger am Magdeburger Dom. 1707 wurde Treuer Generalsuperintendent, Konsistorialrat, Obersuperintendent und Hofprediger in Wolfenbüttel und zugleich Abt des Klosters Riddagshausen.
Treuer war seit 1682 mit Barbara Sabina († 6. Dezember 1708), einer Tochter des Predigers Balthasar Lampertus und Witwe des Jacobsdorfer Pastors Höhne verheiratet. Das älteste seiner insgesamt acht Kinder war der spätere Hochschullehrer Gottlieb Samuel Treuer. Die zweite Ehe, 1720 mit Agnes Catharina Lohe († 22. August 1740), einer Tochter des Wolfenbütteler Tatskämmerers Andreas Lohe, geschlossen, blieb kinderlos.

## Schriften (Auswahl)
- Ab- und Antritts-Predigt, Deren Diese In der Primat- Ertz-Bischöfflichen Kirchen Am 15. Octobr. Ao. 1702. … Jene aber In der Kirchen zum Heil. Geist der Alten Stadt Magdeburg, Am 1. Octobr. … gehalten. Seidel, Magdeburg 1703, OCLC 247795962.
- Der Grossen und Hohen dieser Welt Billige Hochachtung Eines Frommen und Getreuen Ministri muste Auf Gnädigsten Befehl Des Durchlauchtigsten Fürsten und Herrn, Herrn Anthon Ulrichs, Regierenden Hertzogs zu Braunschweig und Lüneburg [et]c. Nach Beerdigung Herrn George Germers, Hochverdienten Geheimbden Krieges-Rahts, am Sonntage Rogate, war der 13. Maji des 1708. Jahrs, aus dem Exod. XIIX, 21. In einer Gedächtniß-Predigt unterthänigst in der Kirchen B. Virg. zu Wolffenbüttel vorstellen Gottlieb Treuer, Consistorial- und Kirchen-Raht, General-Superint. Abbt zu Riddagshausen, und Pastor der Gemeine bey besagter Kirchen. Niedersächsische Staats- und Universitätsbibliothek, Göttingen 1708, OCLC 840075412 (gdz.sub.uni-goettingen.de).
- Den Nach Gottes Willen eingerichteten Seegen der Kinder Gottes über das zu erbauende Hauß Ihres Gerechten Fürsten […]  vortragen Gottlieb Treuer / Consistorial- und Kirchen-Rath / General-Superintendens, und Abbt des Klosters Riddagshausen. Bartsch, Wolffenbüttel 1710, OCLC 838041850.